# 19-я армия (СССР)
19-я армия (19 А) — оперативное войсковое объединение (общевойсковая армия) в составе Вооружённых Сил СССР во время Великой Отечественной войны.

## Первое формирование

Окружение советских 19-й, 20-й и 16-й армий в районе Смоленска. 10-18 июля 1941.

Сформирована 26.06.1941 года на базе управления и войск Северо-Кавказского военного округа. Первоначально включала 25-й и 34-й стрелковые корпуса, 26-й механизированный корпус, 38-ю стрелковую дивизию и ряд отдельных частей. 
Была включена в состав группы армий Резерва ГК. На 26 июня в состав армии включались: 34-й ск (38, 129, 158, 171-я сд), корпус сосредоточивался в районе Черкассы – Белая Церковь; 25-й ск (127, 134, 162-я сд, 134-й корпусной артиллерийский полк), район сосредоточения – Ртищев – Золотоноша – Дубны; 67-й ск (102, 132, 151-я сд), войска корпуса сосредоточивались походным порядком в районе Корсунь; 25-й мехкорпус (50, 55-я танковые и 219-я механизированные дивизии), район сосредоточения корпусу назначался Тараща – Стеблев – Богуслав. Указывалось начало сосредоточения частей корпуса по железной дороге – 25 июня, конец – 7 июля. Кроме перечисленных дивизий, в составе корпусов значились соответствующие корпусные части и подразделения обеспечения и связи, а в армии, кроме того, – армейские части. Место командного пункта (штаба армии) назначалось в Черкассах.
Однако вскоре в связи с поражением Западного фронта в Белостокско-Минском сражении начата переброска армии на Московское направление, в район Витебск, Рудня, Смоленск. Ещё полностью неукомплектованная 51-я танковая дивизия на 01.07.1941 года переподчинена 19-й армии. При этом большинство частей дивизии осталось в штатах мирного времени, а по состоянию матчасти не дотягивали и до них. В силу этих причин 51-я танковая дивизия осталась на доукомплектовании в районе Ржева за исключением 102-го танкового полка, который командованием 23-го механизированного корпуса был направлен под Витебск.
2 июля передана в состав Западного фронта, однако переброска армии затягивалась. 9 июля части армии, успевшие прибыть в район Витебска, получили приказ не допустить захвата Витебска противником, овладеть Витебском, отбросить противника на запад и выйти на западный берег р. Западная Двина.
Однако к 11 июля противник отбросил советские части (по сути, одну 220-ю мотодивизию и 102-й танковый полк 51-й танковой дивизии) от Витебска (смотри Витебское сражение).
11 июля 19-ю армию усилили потрепанным в Лепельском контрударе 7-м мехкорпусом и на следующий день направили в новое наступление на Витебск. Однако инициатива продолжала оставаться у противника. К 16 июля немецкие войска прорвались к Ярцево и Смоленску. Три советские армии (16-я, 20-я и 19-я) оказались в оперативном окружении (смотри Смоленское сражение).
Ещё 14 июля штаб 19-й армии получил приказ передать войска 16-й армии и выйти в район Кардымово, затем Ярцево. Получив этот приказ с большим опозданием, 21 июля управление 19-й армии вышло из окружения в район станции Вадино и сразу же было использовано в качестве оперативного пункта Главного командования Западного направления по руководству Оперативными группами В. А. Хоменко, С. А. Калинина и К. К. Рокоссовского.
1 августа 1941 года 19-я армия была восстановлена на стыке между оперативными группами Хоменко и Рокоссовского, ей подчинили дивизии Оперативной группы Калинина, которые вели бои на рубеже р. Вопь (89 сд, 91 сд и 166 сд), а также дивизии из резерва фронта (50 сд и 162 сд). На укомплектование армии направлено управление 53-го стрелкового корпуса. Уже 3 августа 19-я армия снова появилась в оперативных сводках Западного фронта.
В августе—сентябре 1941 года 19-я армия пыталась разгромить духовщинскую группировку противника. В середине августа армия была усилена стрелковой, танковой и кавалерийской дивизиями, двумя пушечными артполками, тремя артиллерийскими дивизионами и двумя батареями реактивной артиллерии («Катюши»), её действия поддерживала 43-я смешанная авиационная дивизия.
23 августа 29-я, 30-я и 19-я армии Западного фронта возобновили наступление, при этом 19-я армия была усилена 244-й стрелковой и 45-й кавалерийской дивизиями.
Несмотря на определённые успехи, выполнить поставленную задачу армия не смогла. Неудачей завершилось и новое наступление в районе Смоленска, начатое 1 сентября 1941 года (Ельнинская наступательная операция). 10 сентября советские войска перешли к обороне.
12 сентября И. С. Конев назначен командующим Западным фронтом, ему было присвоено звание генерал-полковника. Новым командующим 19-й армией стал генерал-лейтенант М. Ф. Лукин.

### Вяземская операция

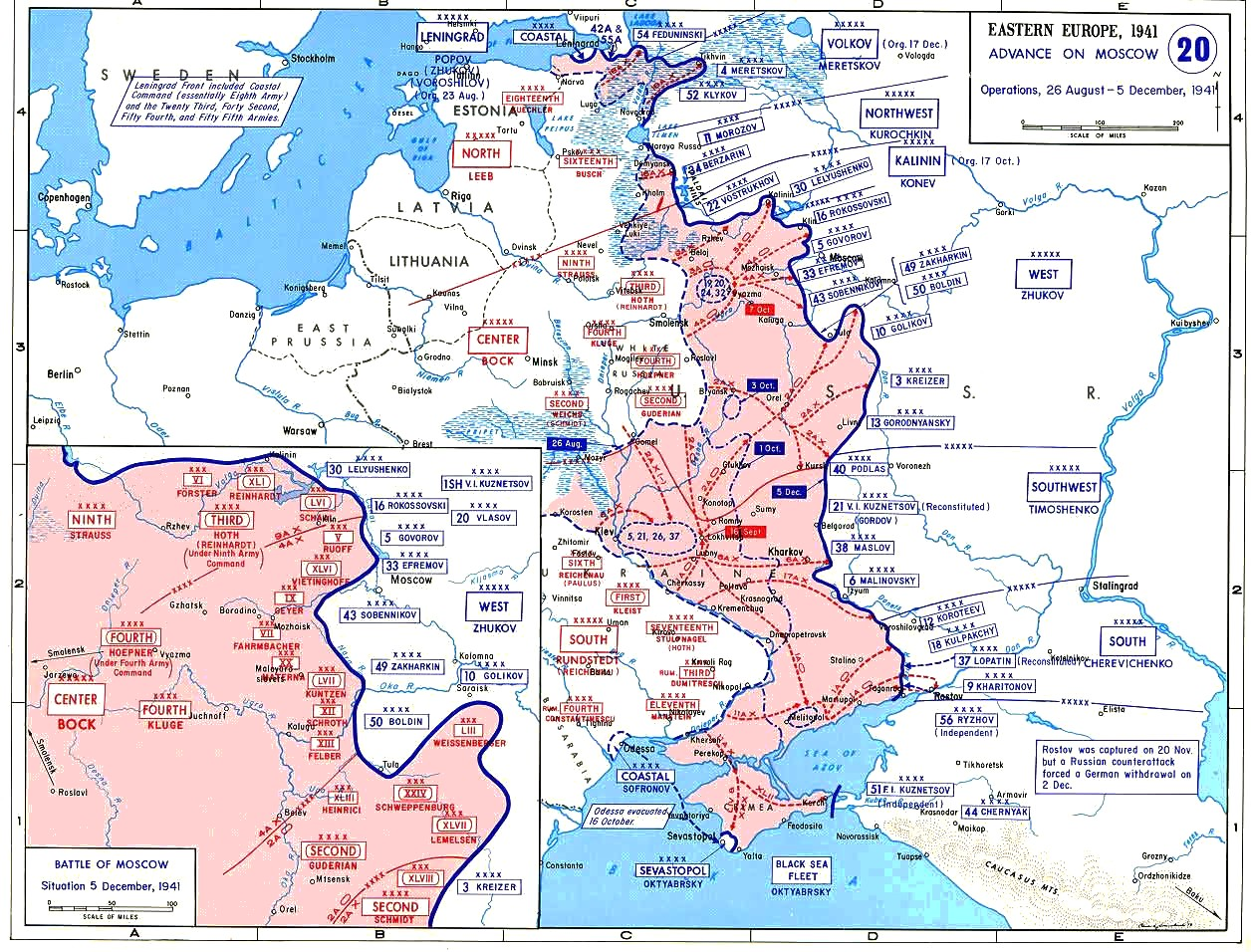
Операция «Тайфун»

Немецкое командование, планируя наступление против войск Западного фронта в рамках операции «Тайфун», предполагало нанесением сильных ударов из районов Духовщины и Рославля в общем направлении на Вязьму прорвать оборону советских войск, окружить и уничтожить их в районе Вязьмы, затем развить наступление на Москву. Для достижения данной цели были задействованы основные силы группы армий «Центр».
Сосредоточенная в районе Духовщины 9-я армия с подчинённой ей 3-й танковой группой имела задачу выйти на рубеж Вязьма, Ржев, охватывая Вязьму с севера и востока.
К началу операции противник ввёл в заблуждение командование советских фронтов относительно направления главных ударов и, произведя перегруппировку, создал численное превосходство на избранных направлениях, в том числе на Духовщинском: в людях — в 3 раза, в танках — в 1,7, в орудиях и миномётах — в 3,8 раза.
Основные усилия в обороне Западный фронт сосредоточивал вдоль автострады Смоленск, Ярцево, Вязьма. Так, в 19-й армии на 1 октября 1941 года севернее шоссе в полосе шириной 29 км оборонялись четыре дивизии — три (91-я, 89-я и 50-я стрелковые дивизии) в первом эшелоне и одна (166-я сд) — во втором эшелоне. А её правофланговая 244-я стрелковая дивизия занимала полосу обороны в 13 км (схема 18).
Согласно плану оборонительной операции Западного фронта от 20 сентября 1941 года 
основным назначением армии была оборона Вяземского операционного направления. Для этого было необходимо организовать оборону по занимаемому рубежу. Армейский рубеж подготовить по реке Вопец и промежуточный – по реке Вопь. Для обеспечения контрудара в южном направлении создать отсечную позицию по рубежу Копыровщина, Нов. Гута, совхоз Неелово фронтом на юг и сильный противотанковый район в районе совхоза Неелово. Особое внимание обратить на организацию обороны на стыке с 16-й армией. Армейский резерв, силою до дивизии, сосредоточить за левым флангом армии в готовности для удара в направлении Ярцево.
В 244-й стрелковой дивизии 19-й армии было 49 орудий (с учётом полковой артиллерии), в том числе: 45-мм — 18, 76-мм — 23, гаубиц 122-мм — 8. Было установлено 700 метров проволочного забора и 550 мин. Оставшиеся 627 противотанковых мин предполагалось использовать в ходе боя на вероятных направлениях движения вражеских танков.
В соседней 162-й стрелковой дивизии ощущался острый недостаток артиллерийского и стрелкового вооружения, инженерных средств. По состоянию на 20 сентября 1941 года насчитывалось пулемётов станковых — 32, ручных — 39, зенитных — 3, орудий 28, в том числе: 45-мм − 12, 76-мм — 8, гаубиц 122-мм — 8, ПТР — 9. Не хватало даже бутылок с зажигательной жидкостью «КС». Стык с этой дивизией по плану должен был прикрываться огнём пяти артиллерийских дивизионов 30-й армии.
Севернее Духовщины разведка одной из дивизий 19-й армии Западного фронта установила, что в тылу противника ведутся усиленные работы по ремонту полевых дорог в северо-восточном направлении, включая устройство гатей через заболоченные участки местности с привлечением местного населения.
На участке прорыва шириной до 16 км против 162-й стрелковой дивизии и примыкающих к ней справа и слева частей 242-й сд 30-й армии и 244-й сд 19-й армии (всего менее двух дивизий) противник сосредоточил восемь дивизий.
244-я дивизия оказалась на направлении главного удара 3-й танковой группы Гота.
2 октября 1941 года в 5 часов 30 минут утра началась мощная, 45-минутная артиллерийская подготовка по всему фронту девятой армии вермахта. После артиллерийской и авиационной подготовки и под прикрытием дымовой завесы противник начал атаки против войск Западного фронта.
Для обхода довольно плотного боевого порядка 162-й сд немцы воспользовались слабой обороной на участке соседа слева — 911-го сп 244-й сд.
В полосе 19-й армии удар наибольшей силы пришёлся по частям 244-й стрелковой дивизии, занимавшей оборону на стыке с 30-й армией. На 244-ю стрелковую дивизию вели наступление 35-я и 5-я и 106-я пехотные дивизии 5-го армейского корпуса. Этот корпус прикрывал правый фланг наступающего на Вязьму 56-го моторизованного корпуса. Сдерживая наступление значительных сил танков и пехоты, дивизия, поддержанная артиллерийскими и миномётными частями, стойко держалась всю первую половину дня. К 15.00 дивизия отошла на рубеж Гунино — Шатуны — Борники.
Особенно ожесточённые бои шли на её левом фланге, на стыке с 89-й стрелковой дивизией. На участке Балашева, Маковье противник атаковал силами до двух полков при поддержке танков. Вклинившись в оборону советских войск, они вышли к реке Вопь (до полутора пех. дивизий ?), где были развернуты главные силы 91-й дивизии. В результате 244-я стрелковая дивизия оказалась обойдённой с флангов, а её боевые порядки рассечёнными.
К 17 часам 2 октября 244-я и 89-я стрелковые дивизии 19-я армии были вынуждены оставить главную полосу своей обороны.
В начале Московской битвы в октябре 1941 года оказалась в окружении в районе Вязьмы, разгромлена и расформирована. Командарм генерал-лейтенант М. Ф. Лукин и начштаба армии генерал-майор В. Ф. Малышкин попали в плен, член Военного совета армии дивизионный комиссар И. П. Шекланов погиб.

### Боевой состав

#### На 9.07.1941
- 25-й стрелковый корпус (генерал-майор Честохвалов, Сергей Михайлович)
  - 127-я стрелковая дивизия (генерал-майор Корнеев, Тимофей Гаврилович)
  - 134-я стрелковая дивизия (комбриг Базаров, Владимир Кузьмич)
  - 162-я стрелковая дивизия (полковник Колкунов, Николай Фёдорович)
  - 442-й корпусный артполк
- 34-й стрелковый корпус (генерал-лейтенант Хмельницкий, Рафаил Павлович)
  - 129-я стрелковая дивизия (генерал-майор Городнянский, Авксентий Михайлович)
  - 158-я стрелковая дивизия (полковник В. И. Новожилов)
  - 471-й корпусный артполк
- 23-й мехкорпус (генерал-майор Мясников, Михаил Акимович)
  - 220-я моторизованная дивизия (генерал-майор Хоруженко, Никифор Гордеевич)
  - 102-й танковый полк (майор Н.И. Смирнов) 51-й танковой дивизии
- В подчинении штаба армии
  - 38-я стрелковая дивизия (полковник Кириллов, Максим Гаврилович
  - 360-й и 399-й гаубичные артполки РГК

#### На 14.07.1941
- 25-й стрелковый корпус (генерал-майор Честохвалов, Сергей Михайлович)
  - 134-я стрелковая дивизия (комбриг Базаров, Владимир Кузьмич)
  - 162-я стрелковая дивизия (полковник Колкунов, Николай Фёдорович)
  - 442-й корпусный артполк
- 34-й стрелковый корпус (генерал-лейтенант Р. П. Хмельницкий)
  - 127-я стрелковая дивизия (генерал-майор Корнеев, Тимофей Гаврилович)
  - 158-я стрелковая дивизия (полковник В. И. Новожилов)
- 7-й мехкорпус (генерал-майор Виноградов, Василий Иванович)
  - 14-я танковая дивизия (полковник Васильев, Иван Дмитриевич)
  - 18-я танковая дивизия (генерал-майор Ремизов, Фёдор Тимофеевич)
  - 471-й корпусный артполк
- 23-й мехкорпус (генерал-майор М. А. Мясников)
  - 220-я моторизованная дивизия (генерал-майор Хоруженко, Никифор Гордеевич)
  - 102-й танковый полк (майор Н.И. Смирнов) 51-й танковой дивизии
- В подчинении штаба армии
  - 129-я стрелковая дивизия (генерал-майор Городнянский, Авксентий Михайлович)
  - 50-я стрелковая дивизия (полковник Борейко, Аркадий Александрович)
  - 360-й и 399-й гаубичные артполки РГК

#### На 1.08.1941
- 89-я стрелковая дивизия (полковник Т. Ф. Колесников)
- 91-я стрелковая дивизия (генерал-майор Н. Ф. Лебеденко)
- 166-я стрелковая дивизия (полковник А. Н. Холзинев)
- 50-я стрелковая дивизия (полковник А. А. Борейко)
- 4 артполка

#### На 16.08.1941
- 89-я стрелковая дивизия (полковник Т. Ф. Колесников)
- 91-я стрелковая дивизия (генерал-майор Н. Ф. Лебеденко)
- 166-я стрелковая дивизия (полковник А. Н. Холзинев)
- 50-я стрелковая дивизия (полковник А. А. Борейко)
- 64-я стрелковая дивизия (полковник А. С. Грязнов)
- 101-я танковая дивизия (полковник Г. М. Михайлов)
- 45-я кавалерийская дивизия (генерал-майор Н. М. Дрейер)

#### На 20.09.1941[4]
- 50-я, 89-я, 91-я, 166-я и 244-я стрелковые дивизии
- 19-я танковая бригада
- 311 пап, 120 гап, 574 птп, 4/302 гап, 596 гап, 399 гап
- 70 задн, 318 задн
- батарея М-13, 238 осапб и 111 омиб

## Второе формирование

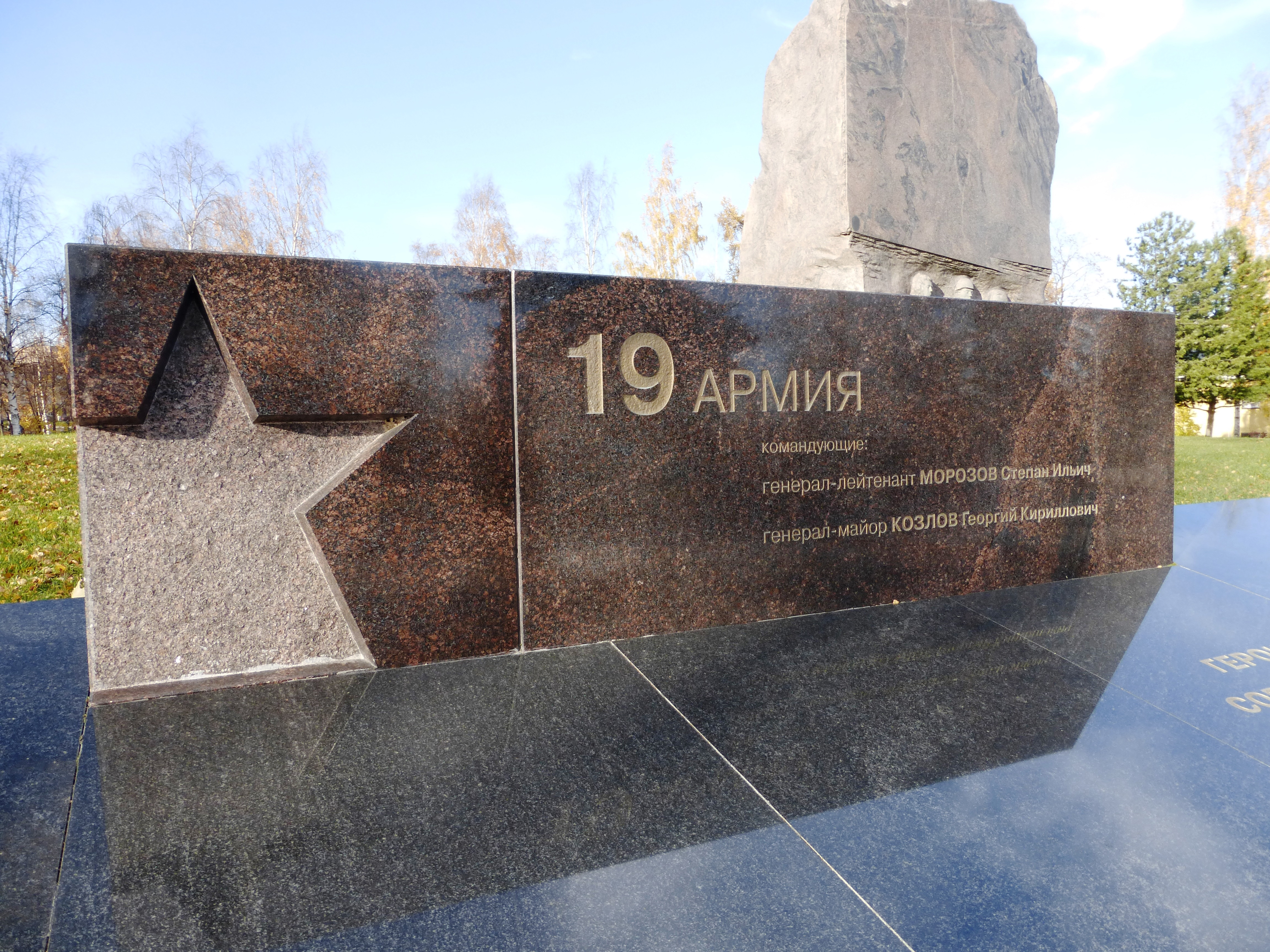
Фрагмент военно-мемориального комплекса Карельского фронта

Заново сформирована приказом от 27 марта 1942 года в составе Карельского фронта на базе Кандалакшской оперативной группы. Первоначально в неё вошли 104-я и 122-я стрелковые дивизии, 77-я морская стрелковая и 4-я лыжная бригады, два отдельных танковых батальона и другие части. До сентября 1944 года обороняла кандалакшское направление на фронте от озера Кулос до озера Лейское. Затем перешла в наступление против 36-го горнострелкового корпуса немецко-фашистских войск и, разгромив алакурттинскую группировку противника, в конце сентября достигла советско-финской границы на участке река Наруска-Йоки, озеро Онкамоярви, где перешла к обороне.
15 ноября армия выведена в резерв Ставки ВГК, а конце января 1945 года передислоцирована на западное направление в район Гродно и Белосток. 29 января 1945 года армия передана в состав 2-го Белорусского фронта. В его составе участвовала в Восточно-Померанской операции, в ходе которой 5 марта вышла на побережье Балтийского моря севернее Кёзлин (Кошалин), сыграв важную роль в рассечении восточно-померанской группировки врага. В дальнейшем во взаимодействии с соединениями 1-й гвардейской танковой армии, 70-й армии и силами Балтийского флота участвовала в разгроме гдыньской группировки противника и овладении крупным городом и морским портом Гдыня (28 марта).
В апреле — начале мая 1945 года соединения армии вели боевые действия по блокированию и уничтожению группировок противника на западном побережье Данцигской бухты, во взаимодействии со 2-й ударной армией очистили от противника острова Волин, Узедом и Рюген. 9 мая войска армии приняли капитуляцию немецко-фашистских войск на косе Хель (Путцигер-Нерунг).
Закончила Великую Отечественную войну в Германии. После окончания войны выведена в Польшу и расформирована в июне 1945 года.

## Командование

### Командующий
- Конев Иван Степанович (25.06 — 10.09.1941),
- Лукин Михаил Фёдорович (10.09 — 14.10.1941),
- Болдин Иван Васильевич (20.10 — 24.11.1941),
- Морозов Степан Ильич (4.04.1942 — 21.05.1943),
- Козлов Георгий Кириллович (23.05.1943 — 6.03.1945),
- Романовский Владимир Захарович (6.03 — 9.06.1945).

### Член Военного совета
- Шекланов Иван Прокофьевич (25.06 - 19.10.1941),
- Ванеев Владимир Григорьевич (23.07 – 20.10.1941),
- Каплуновский Андрей Павлович (4.04.1942 — 9.05.1945),
- Панков Сергей Иванович (18.03.1944 — 9.05.1945).

### Начальник штаба
- Рубцов Пётр Николаевич (25.06 - 31.07.1941),
- Малышкин Василий Фёдорович, (31.07 -  20.10.1941),
- Маркушевич Самуил Абович (4.04.1942 — 3.03.1945),
- Ляпин Пётр Иванович (3.03 — 9.07.1945).

#### Командующие артиллерией
- Кубеев, Дмитрий Дмитриевич генерал-майор, (март 1942 — сентябрь 1943)